# Combate de San Lorenzo (1846)
El Segundo combate de San Lorenzo o directamente (y dependiendo del contexto) Combate de San Lorenzo es el nombre por el que se conoce la batalla ocurrida, dentro de la Guerra del Paraná, el 16 de enero de 1846, entre las fuerzas de la Confederación Argentina, al mando de Lucio Norberto Mansilla y parte de la escuadra Anglo-Francesa que mantenía bloqueado el acceso a los puertos sobre el río de la Plata y el río Paraná.
El combate se llevó adelante en las inmediaciones del Campo de la Gloria, lugar donde José de San Martín, en 1813, realizara el bautismo de fuego de los Granaderos a Caballo.

## La batalla
Después de combatir con la escuadra anglo-francesa en la batalla del Paso del Tonelero el 9 de enero de 1846, Mansilla se dirigió hacia San Lorenzo donde ubicó 8 cañones ocultos entre la maleza, 250 carabineros y 100 infantes sobre las barrancas del río Paraná, esperando la llegada del convoy que continuaba navegando río arriba.
Al mediodía del 16 de enero aparecieron el vapor HMS Gorgon, la corbeta Expeditive, los bergantines Dolphin y King, y dos goletas armadas, que trasportaban en total 37 cañones de grueso calibre e iban acompañados por 52 barcos mercantes.Avanza el enemigo a paso redoblado... 
Al llegar a San Lorenzo, la Expeditive y el Gorgon hicieron disparos a bala y metralla sobre la costa para intentar descubrir las fuerzas de Mansilla, que había ordenado a sus tropas permanecer ocultos en sus puestos.
Cuando todo el convoy se encontraba frente a la posición de las fuerzas argentinas, Mansilla ordenó abrir el fuego de las baterías comandadas por los capitánes José Serezo, Santiago Maurice y Álvaro de Alzogaray. El ataque fue certero y, en poco tiempo, los buques mercantes escaparon desmantelados hacia arroyos cercanos.
A las cuatro de la tarde el combate todavía continuaba cuando el viento de popa envió a las embarcaciones hacia el norte hasta aproximarse a la zona conocida como punta del Quebracho. Allí Mansilla reconcentró sus fuerzas y batalló hasta la caída de la tarde dejando el convoy aliado con importantes daños en los buques de guerra, con pérdidas considerables en las mercaderías y con 50 hombres fuera de combate. El contralmirante Inglefield, en su parte oficial al almirantazgo británico informó que;

[...] los vapores ingleses y franceses sostuvieron el fuego por más de tres horas y media; y apenas un solo buque del convoy salió sin recibir un balazo [...]

Por su parte, las pérdidas del bando argentino fueron casi insignificantes.

## Consecuencias
A pesar de haber sido maltratada, la flota anglofrancesa continuó río arriba, donde reunificaría fuerzas. Cinco meses más tarde, no encontrando posibilidades de mantener la supremacía naviera, emprendió el retorno, pero el 4 de junio de 1846 se encontró nuevamente con las fuerzas de Lucio N. Mansilla en la la batalla de la Angostura del Quebracho.
La victoria en esa batalla le dio el triunfo definitivo a las fuerzas argentinas, siendo el final de la expedición colonialista de la escuadra anglofrancesa.